# Козловщина (Дятловский район)
Козловщина (бел. Казлоўшчына) — городской посёлок в Дятловском районе Гродненской области Беларуси. Административный центр Козловщинского сельсовета.
Численность населения — 1 437 человек (на 1 января 2025 года).

## География
Расположен на автодороге Слоним — Дятлово. Расположен в 20 км к югу от Дятлово, в 30 км от железнодорожной станции Слоним на линии Барановичи — Волковыск. 

## История
Известен с XVIII века как населённый пункт в Слонимском повете ВКЛ. С 1795 в составе Российской империи.
В XIX веке — местечко в Слонимском уезде Гродненской губернии.
В 1897 деревня. С 1921 в составе Польши, центр гмины. С 1939 в БССР, с 1940 центр района. С 28 июня 1958 года — городской посёлок.
20 января 1960 года в связи с упразднением Козловщинского района в составе Дятловского района.
В 1897 году в Козловщине жили 325 евреев, в 1921 году — 328. В 1865 году в Козловщине имелась синагога.
В 1941 году, во время Великой Отечественной войны, немецкие захватчики согнали евреев посёлка в гетто и 24-25 ноября 1941 года всех (более 300 человек) расстреляли.

## Демография
Численность населения — 1 437 человек (на 1 января 2025 года). Население 1673 человек (на 1 января 2016 года).
| Численность населения:                                                                          |
| Графики недоступны из-за технических проблем. См. информацию на Фабрикаторе и на mediawiki.org. |

| Год            | 1970 | 1979  | 1989  | 2006  | 2018  | 2025   |
| -------------- | ---- | ----- | ----- | ----- | ----- | ------ |
| Население чел. | 1874 | ▲2004 | ▲2262 | ▼1982 | ▼1645 | ▼1 437 |

## Экономика
Предприятия деревообрабатывающей и пищевой промышленности. На территории посёлка находится Дятловский винно-водочный завод.
Также на территории г. п. Козловщина имеется 2 учреждения образования — детский ясли-сад и Козловщинская средняя школа.

## Достопримечательности
- Свято-Успенская церковь (начало XX века)
- Козловщинский парк — памятник садово-паркового искусства.